# Noboru Shimura
Noboru Shimura (志村 謄 Shimura Noboru?), född 11 mars 1993 i Saitama prefektur, är en japansk fotbollsspelare.
Shimura spelade för FC Machida Zelvia.